# Phare avant de Warren Cove
Le phare avant de Warren Cove (en anglais : Warren Cove Range Front Light) est un phare d'alignement situé sur le côté ouest de l'entrée du port de Charlottetown dans le Comté de Queens (Province de l'Île-du-Prince-Édouard), au Canada. Il fonctionne conjointement avec le phare arrière de Warren Cove.
Ce phare est géré par la Garde côtière canadienne  et Parcs Canada..

## Histoire
Une paire de feux d'alignement a été réalisée en 1907 sur la zone de Warren Farm à l'ouest du port de Charlottetown. Le phare avant se trouve à en bord de rivage à quelque 285 m en-dessous du phare arrière. Cette zone porte désormais le nom de Warren Cove qui est devenue le lieu historique national de Port-la-Joye–Fort-Amherst.

## Description
Le phare est une tour pyramidale blanche en de 11 m de haut, avec une galerie carrée surmontée d'une lanterne carrée rouge en bois. En face avant il porte une ligne verticale rouge marquant la ligne de gamme. Il émet, à une hauteur focale de 17 m, un feu jaune continu blanc toutes les 5 secondes. Sa portée nominale est de 12 milles nautiques (environ 22 km).
Identifiant : ARLHS : CAN-130 - Amirauté : H-1016 - NGA : 8248 - CCG : 0996 .
|                        |
| Warren Cove Range Rear |

### Lien connexe
- Liste des phares de l'Île-du-Prince-Édouard